# Beta de l'Unicorn
Beta de l'Unicorn (β Monocerotis) és l'estrella més brillant de la constel·lació de l'Unicorn, amb una magnitud de 3,76. Es tracta tanmateix d'un sistema triple, distant prop de 650 anys llum. Va ser descobert per William Herschel el 1781.
βB Mon (magnitud 5,4) i β C Mon (magnitud 5,6) orbiten l'una al voltant de l'altra en 4.200 anys i estan separades aproximadament per 590 ua. β A Mon (la més brillant de les tres amb una magnitud de 4,6) està allunyada de la parella de 1.570 ua i orbita en 14.000 anys. Totes tres són estrelles blanques-blaves amb un espectre que presenta fortes ratlles d'emissió: giren molt ràpidament sobre elles mateixes (almenys a més de 150 km/s a l'equador i estan envoltades d'un disc de matèria expulsada.